# Jochen Pfister

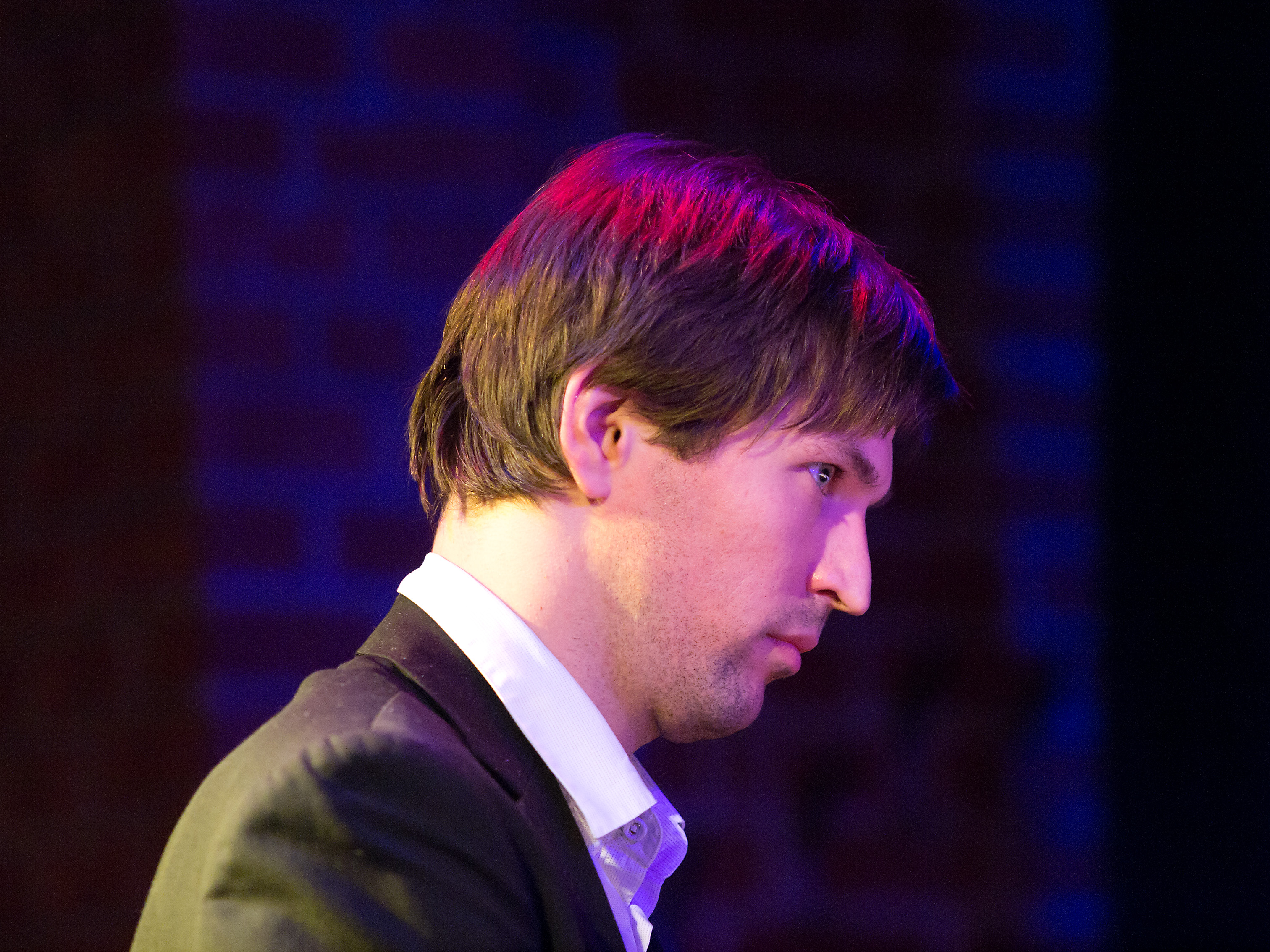
Jochen Pfister (Unterfahrt 2011)

Jochen Pfister (* um 1983) ist ein deutscher Jazzmusiker (Piano, Orgel, auch Moog-Synthesizer).

## Leben und Wirken
Pfister studierte zwischen 2003 und 2007 Musikpädagogik und Jazz-Piano an der Hochschule für Musik Nürnberg-Augsburg bei Martin Schrack und Bernhard Pichl. Bei einem ersten Studienaufenthalt in den USA bei Jazz 2007 in Amherst wurde er von Billy Taylor, Geri Allen sowie Chip Jackson unterrichtet und nahm in New York Privatstunden bei Mark Soskin und Don Friedman. 2007 und 2008 absolvierte er ein Aufbaustudium im Fach Jazz-Piano an der Hochschule für Musik Würzburg bei Tine Schneider und Armin Fuchs; auch nahm er an diversen Workshops, etwa bei Barry Harris, Mark Turner und Ack van Rooyen teil. 2008 und 2009 studierte er als Gaststudent am Queens College bei George Colligan, Mark Soskin, David Berkman und Michael Philip Mossman.
Seit 2006 ist er Mitglied in verschiedenen Bands, etwa im Jazz-Pop-Ensemble Jungblut, der Tourneeband von Sheila Jordan oder dem Quintett von Norbert Emminger und spielte Auftritte bei den Ingolstädter Jazztagen, dem Stimmenfang-Festival Nürnberg und zahlreichen weiteren Veranstaltungen. Als Sideman arbeitete er mit Musikern wie John Marshall, Brad Leali, Don Menza und Ronnie Burrage. Er ist auf Alben von Izabella Effenberg, Tr3ibhaus, von Doc Knotz und von Smokestack Lightnin’ zu hören.
Seit 2009 ist er als Dozent im Fach Jazz-Piano an der Hochschule für Musik in Würzburg und Lehrbeauftragter an der Hochschule für Musik Nürnberg sowie an weiteren Institutionen tätig.